# Lalouvesc

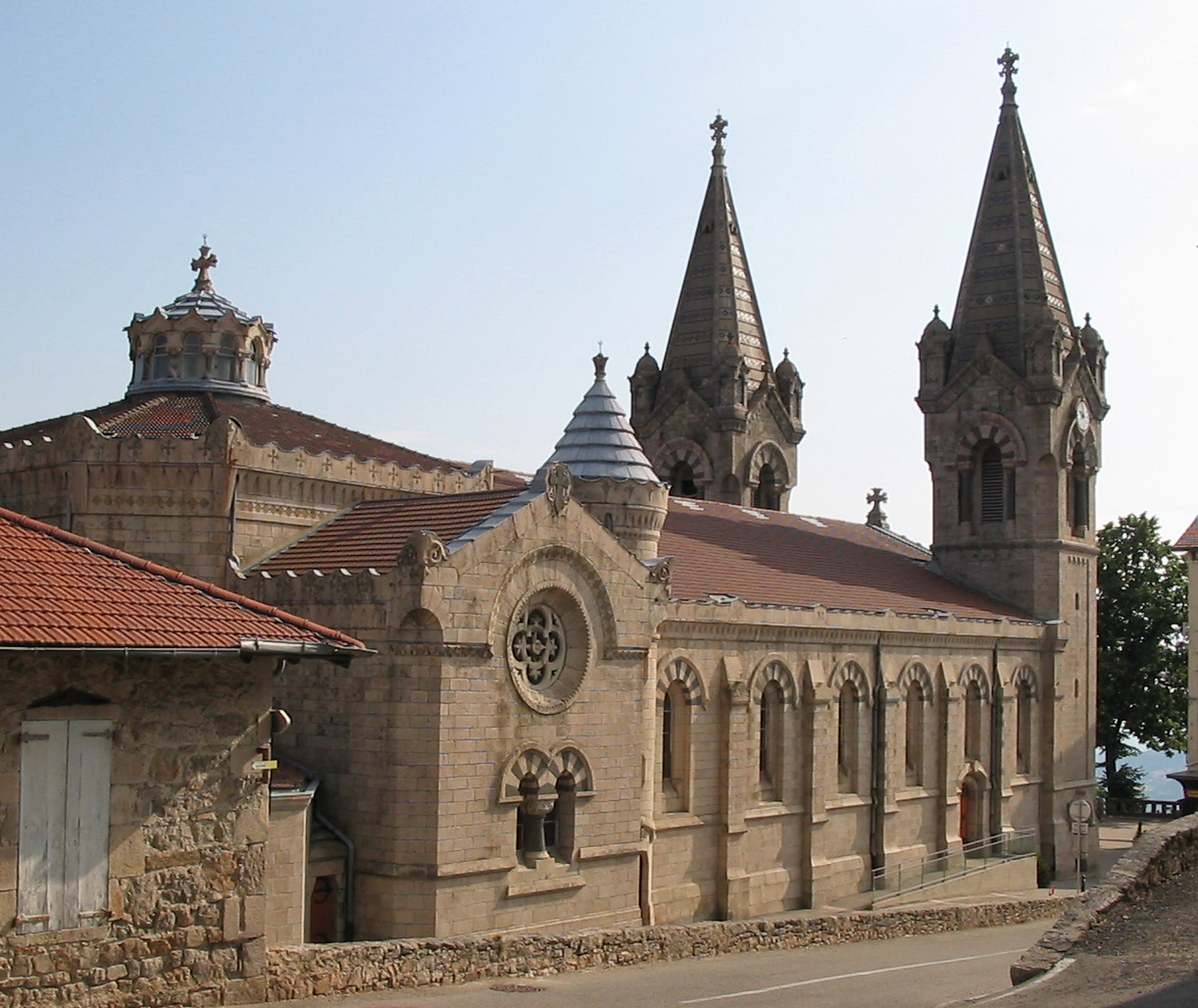
Bazylika św. Jana Franciszka Regis (2004)

Lalouvesc – miejscowość i gmina we Francji, w regionie Owernia-Rodan-Alpy, w departamencie Ardèche.
Według danych na rok 1990 gminę zamieszkiwało 514 osób, a gęstość zaludnienia wynosiła 49 osób/km² (wśród 2880 gmin regionu Rodan-Alpy Lalouvesc plasuje się na 1134. miejscu pod względem liczby ludności, natomiast pod względem powierzchni na miejscu 1084.).